# Черневе (Яворівський район)
Черне́ве — село Яворівського району Львівської області.
Розташоване за 8 км від центру громади — міста Мостиська. На півдні межує з селом Волиця, на сході з селом Крив'яки, на півночі з селом Мазури та на заході з селом Старява.
День села відзначають на 8 тиждень після Великодня в День Святого Духа

## Історія
Назва села походить від слів Чернь або Чарн, так колись називали монахів, які жили у цій місцевості. З переказів, монастир розміщувався приблизно за 3 км від нинішнього розташування села, у напрямку с. Шегині.
У польських документах було відоме під назвою Чернява та Чернава, у німецьких — Чарнява.
Самоназва — ЧАрн'ів, до ЧАрн'іва.
За метриками 1617 року в селі обліковано 28 осіб — платників податку, як грошима, так і птицею тощо. З документів того періоду відомо про мешканців села на прізвище Кунчик, Хомічак та інші — які з невеликими змінами збереглися і донині.
1820 року податкова ґміна села Черняви належала до Перемишльського повіту (циркуль), Мостиського податкового округу (обвуд) і нараховувала 145 користувачів землі переважно на праві піднайму. У кінці XIX-го століття село налічувало понад 200 дворів. У цей період силами громади розбудовані церква, школа, народний дім, які функціонують до цього часу.
Традиційне мовлення — місцевий варіянт надсянського діялекту української мови.

## Відомі люди
- Іваночко Роман Богданович (08.07.1981 — 23.01.2023) — музикант, майстер Рейки-медитації та йоги. Солдат-навідник Збройних Сил України, учасник російсько-української війни. Кавалер ордена «За мужність» III ступеня.
- Вишневський Степан Іванович (1979—2015) — солдат Збройних сил України, учасник російсько-української війни.
- Кужій Андрій Іванович (1927—1987) — кандидат фізико-математичних наук, доцент, завідувач і багатолітній викладач кафедри математики Рівненського педагогічного інституту.
- Андрій Федина (1905—1958) — учасник I-го Конгресу Українських Націоналістів, керівник експозитури УВО-ОУН в Данциґу.
- Процев'ят Михайло Михайлович (1935—2008) — кандидат технічних наук, керівник відділу НВО «Термоприлад». Похований у селі Черневому.
- Андрій Бусько — футболіст ФК Львова
- Дмитро Васюта (2001—2022) — солдат збройних сил України після повномасштабного вторгнення загинув на сході країни.

## Визначні пам'ятки
У селі розташована церква Воздвиження Чесного Хреста, Самбірсько-Дрогобицької єпархії греко-католицької церкви, а також однойменний храм Мостиського деканату УАПЦ.
Поблизу села розміщуються два австрійські військові цвинтарі часів Першої світової війни: один офіцерський, другий солдатський.
У центральній частині села відновлено козацьку могилу.